# Walter Powers
Walter Powers (* 4. srpna 1946) je americký baskytarista, který krátce působil ve skupině The Velvet Underground.

## Život
Narodil se v Bostonu ve státě Massachusetts. V dětství se věnoval hře na klavír, ale v padesátých letech přešel pod vlivem Elvise Presleyho ke kytaře. V letech 1964 až 1967 hrál ve skupině The Lost, v níž působil také Willie Alexander. Zpočátku zde hrál na kytaru, ale později přešel k baskytaře, neboť zde byli dva další kytaristé. Skupina vystupovala například jako předskokan kalifornské kapele The Beach Boys. Skupina vydala dva singly u společnosti Capitol Records. V roce 1967 se stal členem skupiny Grass Menagerie, ve které hrál opět Alexander a také Doug Yule. Roku 1968 Yule odešel ke skupině The Velvet Underground a kapela se rozpadla. Powers následně působil ve skupině Listening, se kterou v roce 1968 vydal eponymní album. Po rozpadu kapely se hudbě na čas přestal věnovat.
V září roku 1970, když odešel ze skupiny The Velvet Underground její zakladatel, zpěvák a kytarista Lou Reed a Yule také změnil nástroj (původně hrál na baskytaru, nyní na kytaru), pozval Powerse. Skupina odehrála turné po USA a následně i po Evropě. Powers skupinu opustil právě po evropském turné. Yule následně nahrál album Squeeze, na kterém se však ostatní členové nepodíleli. V roce 2001 vyšly archivní nahrávky z koncertů z doby, kdy byl Powers členem kapely, na albu Final V.U. 1971-1973. V sedmdesátých letech hrál v dalších skupinách, například Roxbury Crossing. Další kapelou byla Marc Thor Band. Dne 24. února 1974 hrál spolu s Alexanderem v nahrávce písně „I'm Sticking with You“, což byl duet Maureen Tuckerové a Jonathana Richmana (píseň vyšla až v roce 1980). V roce 1982 hrál na Alexanderově sólovém albu Autre Chose. Dalším Alexanderovým albem, na kterém se Powers podílel, bylo A Girl Like You z roku 1983. Rovněž s ním vystupoval při koncertech. Později se přestal hudbě věnovat. V devadesátých letech vyšlo několik archivních dříve nevydaných nahrávek skupiny The Lost.

## Diskografie
- Listening (Listening, 1968)
- Autre Chose (Willie Loco Alexander & The Confessions, 1982)
- A Girl Like You (Willie Alexander & The Confessions, 1983)
- Early Recordings: Demos, Acoustic and Live 1965–1966 (The Lost, 1996)
- Lost Tapes 1965-'66 (The Lost, 1999)
- Final V.U. 1971-1973 (The Velvet Underground, 2001)